# غاري وليامز
غاري وليامز (بالإنجليزية: Gary Anthony Williams)‏ (و. 1966 – م) هو ممثل، وكاتب سيناريو، وممثل تلفزيوني، من الولايات المتحدة الأمريكية، ولد في أتلانتا، جورجيا.

## وصلات خارجية
- غاري وليامز على موقع IMDb (الإنجليزية)
- غاري وليامز على موقع ألو سيني (الفرنسية)
- غاري وليامز على موقع أول موفي (الإنجليزية)
- غاري وليامز على موقع قاعدة بيانات الأفلام السويدية (السويدية)
- غاري وليامز على موقع قاعدة بيانات الفيلم (الإنجليزية)
- غاري وليامز على موقع كينوبويسك (الروسية)